# 미접촉부족
미접촉부족(未接觸部族, 영어: uncontacted people)은 세계 문명과의 유의미한 접촉이 없는 부족을 말한다. 뉴기니섬, 아마존 등지에 아직도 여러 미접촉부족이 있다.

## 개요
본래 인류는 15세기 후반까지도 대륙 간의 접촉이 흔하지 않은 상황이었다. 10세기경에 바이킹족 출신의 탐험가인 레이프 에이릭손에 의해 지금의 캐나다의 랑스 오 메도스에 설립된 식민지인 빈란드에서의 아메리카 원주민들과의 접촉이나, 13세기에 베네치아 공화국 출신의 여행가인 마르코 폴로의 원나라로의 여정이나, 같은 시기에 있었던 몽골 제국의 칸인 몽케 칸의 즉위를 축하하기 위해 교황령과 프랑스 왕국이 사절단을 보낸 것 등의 제한된 접촉만 있어왔다. 그러나 1492년에 크리스토퍼 콜럼버스가 유럽인으로서는 최초로 중앙아메리카에 도달한 것을 계기로, 세계 각지의 지리적, 인문학적 실태가 밝혀지게 된 시기인 이른바 대항해시대가 개막하자, 수많은 문명과 부족들이 외부 문명과의 유의미한 접촉을 가지게 되었고, 이미 19세기에는 전세계 절대 다수의 문명과 부족들이 상호 간의 접촉과 교류를 하고 있는 상황이 되었다. 그러나 20세기를 거쳐 21세기인 현재에도 아직 많은 수의 부족들은 세계의 주요 문명들과의 유의미한 접촉이 전무한 경우가 꽤 있다.

## 미접촉부족과의 교류

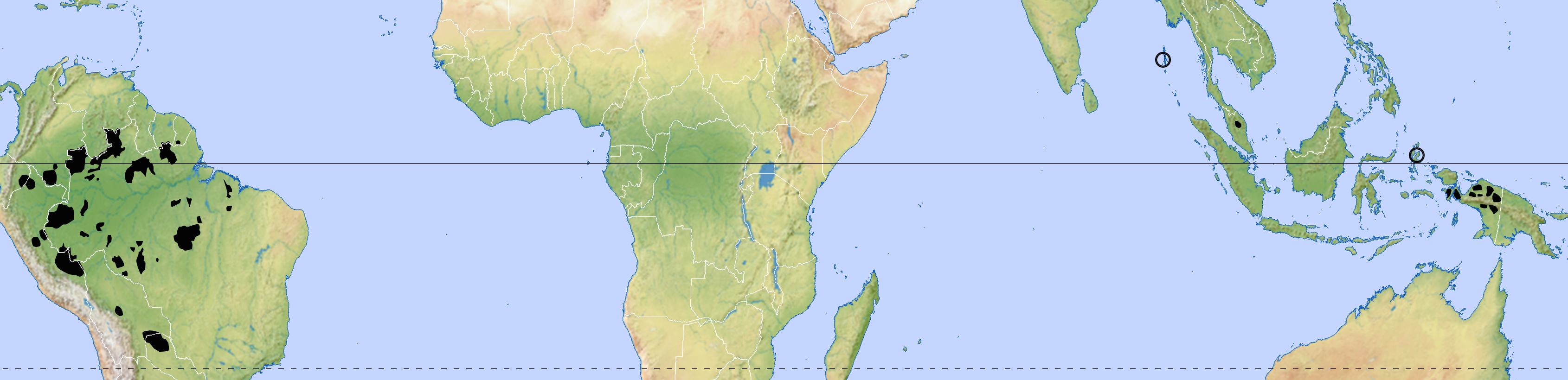
21세기 초 즈음의 미접촉부족 분포 지도

### 교류 과정의 문제
세계 각국은 많은 미접촉부족들과의 교류를 갖는 문제에 지대한 관심을 보이고 있다. 그래서 미접촉부족이 사는 지역으로의 행정력 확대나, 해당 부족에 대한 학술적 연구 및 평화적인 공존을 목적으로 교류를 시도하기는 하였으나, 유의미한 성과를 보이는 경우가 많지는 않다. 2004년 인도양 지진 해일을 계기로 인도 정부가 지진 해일의 피해를 입은 센티널족에 대한 구호 활동을 목적으로 이들과의 접촉을 시도하였다가 거부당한 일이 있었고, 1950년대에 미국인 개신교 선교사들에 의해 그 존재가 외부에 처음으로 알려졌던 에콰도르의 와오라니족은 자신들을 발견한 선교사들을 몰살하여 1970년대까지 자신들과의 접촉을 시도하는 에콰도르 정부의 노력을 허사로 만든 바 있다. 미접촉부족과의 교류는 이렇게 해당 부족들이 외부인을 극도로 경계하는 경우 때문에 난항을 겪기도 하며, 그 원인으로 과거 외부인들과의 접촉 과정에서 무력 충돌이나 해당 부족민들에 대한 차별과 멸시가 일어난 것이 지목되고 있다. 가령 센티널족은 19세기 당시에 안다만 니코바르 제도를 지배하던 영국 군대가 부족민 일부를 납치하고 자신들의 영지인 북센티널섬에서 무력을 행사했던 일이 발생한 후로 지금까지 외부인과의 접촉을 거부하고 있다. 또한 미접촉부족과의 접촉 시에 의도치 않게 그들에게 치명적일 수 있는 질병을 전염시킬 가능성도 제기되고 있어서, 현재까지 세계 각국에서 벌어지는 미접촉부족과의 접촉 시도는 상당히 조심스러운 편이다.

### 접촉 사례
베네수엘라에 거주하는 야노마미족은 1950년대까지, 에콰도르에 거주하는 와오라니족은 1970년대까지 외부인과의 접촉을 꺼린 바 있었고, 센티널족의 경우는 2018년 현재까지도 외부인과의 접촉을 극도로 거부하고 있다. 물론 외부에 존재가 알려진 후에 곧바로 유의미한 접촉을 가진 부족들도 다수 있어서 브라질에 거주하는 피라항족은 20세기에 그 존재가 밝혀지고 나서 곧바로 브라질 정부와 원만하게 교류를 하고 있으며, 2001년의 아프가니스탄 전쟁을 계기로 아프가니스탄에 진주한 미국 육군과의 접촉을 통해 외부인들과의 첫 접촉을 하게 된 현지인 마을들 역시 미국의 중재하에 아프가니스탄 정부와 무난한 관계를 이어가고 있다.

## 같이 보기
- 고립주의
- 구덩이의 남자